# Tweede klasse 2003-04 (voetbal België)
Het seizoen 2003/04 van de Belgische Tweede Klasse ging van start op 13 augustus 2003 en de normale competitie eindigde op 2 mei 2004. Van 9 mei tot 27 mei werd nog de eindronde gespeeld. FC Brussels won met comfortabele voorsprong de competitie.

## Naamswijzigingen
- KSV Ingelmunster wijzigde zijn naam in Sporting West Ingelmunster-Harelbeke.
- KFC Strombeek wijzigde zijn naam in FC Brussels.

## Gedegradeerde teams
Geen enkel team was uit Eerste Klasse gedegradeerd voor de start van het seizoen. KFC Lommelse SK had zich reeds op het eind van vorig seizoen teruggetrokken uit de competitie en de club werd geschrapt. KV Mechelen, dat na het verdwijnen van Lommel als laatste was geëindigd, was in vereffening gegaan en ging van start in Derde Klasse. Geen enkele andere ploeg bezette zo nog een degradatieplaats.

## Gepromoveerde teams
Deze teams waren gepromoveerd uit de Derde Klasse voor de start van het seizoen:
- AFC Tubize (kampioen in Derde Klasse B)
- KV Oostende (tweede in Derde Klasse A)
- VC Eendracht Aalst 2002 (winnaar eindronde)

In Derde Klasse A was K. Berchem Sport kampioen geworden. De club kreeg echter geen licentie, waardoor de tweede in de stand de promotie kreeg. Hoewel de club al aan de eindronde had deelgenomen en daar was uitgeschakeld, kon KV Oostende dat tweede was geworden op die manier dan toch promoveren.

## Promoverende teams
Deze teams promoveerden naar Eerste Klasse op het eind van het seizoen:
- FC Brussels (kampioen)
- KV Oostende (winnaar eindronde)

## Degraderende teams
Deze teams degradeerden naar Derde Klasse op het eind van het seizoen:
- KVK Tienen
- FC Denderleeuw EH
- Sporting West Ingelmunster-Harelbeke, verlies in tweede ronde van de eindronde tegen derdeklasser KV Kortrijk

## Titelstrijd
KFC Verbroedering Geel en SV Zulte-Waregem maakten een goede start en stonden dan ook bovenaan na de eerste periode (10 speeldagen). Zulte-Waregem haalde daarna echter een 1 op 15 en zakte weg naar de subtop. Bovenaan kwam echter al gauw FC Brussels opzetten. De laatste weken voor de winter haalde Geel mindere resultaten en Brussels kwam aan de kop van de rangschikking, van kortbij gevolgd door nieuwkomer KV Oostende. Na wat mindere resultaten van deze ploegen kwamen ook AFC Tubize en KSV Roeselare zich in de titelstrijd mengen. Brussels bleef echter zijn koppositie vasthouden, al was het vaak met slechts 1 punt voorsprong op Oostende. Tubize kende een lastige laatste periode met veel gelijke spelen en diende uiteindelijk af te haken bij de top drie.
Twee speeldagen voor het einde stond Brussels dan op kop met 3 punten voorsprong op Oostende en 5 op Roeselare. Brussels won zijn wedstrijd thuis overtuigend met 4-0 van FC Denderleeuw EH, terwijl Oostende thuis bleef steken op een 3-3 gelijkspel tegen Zulte-Waregem. Brussels had met één wedstrijd te gaan nu 5 punten voorsprong op zijn beide achtervolgers en was zo verzekerd van de titel.

## Eindstand
|    |    |                                      | P  | W  | G  | V  | +  | -  | DS  | Ptn |
| -- | -- | ------------------------------------ | -- | -- | -- | -- | -- | -- | --- | --- |
| K  | 1  | FC Brussels                          | 34 | 21 | 7  | 6  | 79 | 29 | 50  | 70  |
| EP | 2  | KV Oostende                          | 34 | 18 | 11 | 5  | 69 | 43 | 26  | 65  |
| EP | 3  | KSV Roeselare                        | 34 | 19 | 6  | 9  | 59 | 38 | 21  | 63  |
| EP | 4  | AFC Tubize                           | 34 | 15 | 13 | 6  | 60 | 33 | 27  | 58  |
|    | 5  | SV Zulte-Waregem                     | 34 | 15 | 7  | 12 | 58 | 45 | 13  | 52  |
|    | 6  | R. Excelsior Virton                  | 34 | 13 | 12 | 9  | 38 | 33 | 5   | 51  |
|    | 7  | KMSK Deinze                          | 34 | 15 | 5  | 14 | 45 | 46 | -1  | 50  |
|    | 8  | K. Patro Maasmechelen                | 34 | 13 | 10 | 11 | 47 | 50 | -3  | 49  |
|    | 9  | KFC Dessel Sport                     | 34 | 14 | 6  | 14 | 41 | 42 | -1  | 48  |
| EP | 10 | KFC Verbroedering Geel               | 34 | 13 | 8  | 13 | 38 | 41 | -3  | 47  |
|    | 11 | KFC Vigor Wuitens Hamme              | 34 | 11 | 13 | 10 | 43 | 44 | -1  | 46  |
|    | 12 | VC Eendracht Aalst 2002              | 34 | 12 | 9  | 13 | 54 | 59 | -5  | 45  |
|    | 13 | RCS Visétois                         | 34 | 13 | 5  | 16 | 48 | 59 | -11 | 44  |
|    | 14 | KAS Eupen                            | 34 | 8  | 13 | 13 | 32 | 41 | -9  | 37  |
|    | 15 | KSK Ronse                            | 34 | 7  | 11 | 16 | 27 | 46 | -19 | 32  |
| ED | 16 | Sporting West Ingelmunster-Harelbeke | 34 | 7  | 10 | 17 | 41 | 61 | -20 | 31  |
| D  | 17 | KVK Tienen                           | 34 | 6  | 7  | 21 | 30 | 64 | -34 | 25  |
| D  | 18 | FC Denderleeuw EH                    | 34 | 3  | 13 | 18 | 32 | 67 | -35 | 22  |

P: wedstrijden gespeeld, W: wedstrijden gewonnen, G: gelijke spelen, V: wedstrijden verloren, +: gescoorde doelpunten, -: doelpunten tegen, DS: doelsaldo, Ptn: totaal punten
 K: kampioen en promotie, EP: eindronde voor promotie, ED: eindronde voor degradatie D: degradatie

## Periodekampioenen
- Eerste periode: KFC Verbroedering Geel, 24 punten.
- Tweede periode: AFC Tubize, 26 punten.
- Derde periode: FC Brussels, 26 punten. KMSK Deinze eindigde deze periode eveneens met 26 punten en had net als Brussels 8 gewonnen wedstrijden. Het doelsaldo gaf uiteindelijk de doorslag in het voordeel van Brussels (+20 voor Brussels tegenover +9 voor Deinze).

## Eindronde voor promotie
De eerste periodekampioen KFC Verbroedering Geel en tweede periodekampioen AFC Tubize plaatsen zich voor de eindronde. De laatste periodetitel was naar kampioen Brussels gegaan, zodat de eindronde werd aangevuld met de nummers twee en drie in de eindstand, namelijk KV Oostende en KSV Roeselare.
De vier clubs in de eindronde waren enorm aan elkaar gewaagd en de eindronde bleef erg spannend. Geen enkele clubs kon afstand nemen en de vier ploegen bleven alle lang aanspraak maken op de eerste plaats. Geel had het de eerste matchen wat laten afweten en de kansen van de club waren zo klein geworden. Na vier speeldagen was de stand als volgt:
Roeselare : 7
Tubize : 7
Oostende : 6
Geel : 3
Er volgden nog twee speeldagen. Bij gelijk aantal punten zou de ploeg met de meeste gewonnen matchen eerst komen. Wanneer ook het aantal gewonnen wedstrijden gelijk is, dan wordt de rangschikking niet opgemaakt naar doelsaldo, maar wel volgens de positie die de club in de eindstand van het reguliere seizoen had behaald. Roeselare en Tubize, die de volgende speeldag tegen elkaar moesten spelen, hadden hun lot nog in eigen handen. Oostende moest nog tegen Geel en Tubize aantreden; zij moesten dus al rekenen op een puntenverlies van Roeselare om nog aan de leiding te kunnen komen. Voor Geel werd het erg moeilijk. Geel moest zijn twee resterende matchen winnen en hopen op een gelijkspel allebei de andere matchen (Tubize-Roeselare de 5de speeldag en Oostende-Tubize de 6de speeldag); in dit scenario zou Tubize nog op gelijke hoogte komen, maar dan met slechts 2 winstmatchen tegenover drie voor Geel.
Op de vijfde speeldag slaagde Geel er in thuis Oostende te verslaan. Tubize en Roeselare speelden gelijk. Met nog één speeldag te gaan leverde dit deze stand:
Roeselare : 8
Tubize : 8
Oostende : 6
Geel : 6
Op de laatste speeldag stonden Oostende - Tubize en Roeselare - Geel op het programma. Roeselare was favoriet en zou bij een overwinning zeker zijn van promotie. Tubize moest minstens beter doen dan Roeselare wilde het nog over Roeselare springen. Oostende moest gaan voor de overwinning en hopen op puntenverlies van Roeselare. Ook Geel moest op een overwinning rekenen en hopen op een gelijkspel in de andere wedstrijd.
De wedstrijden werden opnieuw op hetzelfde moment gespeeld. Al in de 7de minuut scoorde Sergei Omelianovitch voor Geel, kort voor rust maakte Rocky Peeters de 0-2. Op deze manier zou Geel in extremis nog de eindronde winnen. Voor Roeselare leek het heel moeilijk te worden. Vroeg in de tweede helft scoorde David Crv de 1-0 voor Oostende, dat met deze tussenstanden eindrondewinnaar zou worden. Roeselare slaagde er in de tweede helft in terug te komen tot 2-2. Oostende was nog steeds virtueel eindrondewinnaar, maar met nog een doelpunt extra in Roeselare kon Roeselare de eindronde winnen, terwijl bij een doelpunt van Tubize de eindronde naar Geel zou gaan. Het bleef uiteindelijk 1-0 voor Oostende. Roeselare slaagde er niet meer in het nodige doelpunt te scoren en door twee counters in blessuretijd ging Geel daar in extremis nog met de zege lopen. KV Oostende, dat dankzij het failliet van Berchem naar tweede klasse was gepromoveerd, slaagde er na één seizoen en een spannende eindronde meteen in opnieuw door te stoten naar Eerste Klasse.
|   |   |                        | P | W | G | V | +  | -  | DS | Ptn |
| - | - | ---------------------- | - | - | - | - | -- | -- | -- | --- |
| P | 1 | KV Oostende            | 6 | 3 | 0 | 3 | 8  | 8  | 0  | 9   |
|   | 2 | KFC Verbroedering Geel | 6 | 3 | 0 | 3 | 13 | 12 | 1  | 9   |
|   | 3 | KSV Roeselare          | 6 | 2 | 2 | 2 | 7  | 8  | -1 | 8   |
|   | 4 | AFC Tubize             | 6 | 2 | 2 | 2 | 9  | 9  | 0  | 8   |

| Datum      | Wedstrijd                              | Uitslag |
| ---------- | -------------------------------------- | ------- |
| 09/05/2004 | KV Oostende - KFC Verbroedering Geel   | 1-0     |
| 09/05/2004 | KSV Roeselare - AFC Tubize             | 0-0     |
| 13/05/2004 | KFC Verbroedering Geel - KSV Roeselare | 0-1     |
| 13/05/2004 | AFC Tubize -KV Oostende                | 2-1     |
| 16/05/2004 | KV Oostende - KSV Roeselare            | 1-0     |
| 16/05/2004 | KFC Verbroedering Geel - AFC Tubize    | 3-2     |
| 20/05/2004 | KSV Roeselare - KV Oostende            | 2-1     |
| 20/05/2004 | AFC Tubize - KFC Verbroedering Geel    | 3-2     |
| 23/05/2004 | KFC Verbroedering Geel - KV Oostende   | 4-3     |
| 23/05/2004 | AFC Tubize - KSV Roeselare             | 2-2     |
| 27/05/2004 | KV Oostende - AFC Tubize               | 1-0     |
| 27/05/2004 | KSV Roeselare - KFC Verbroedering Geel | 2-4     |

## Degradatie-eindronde
Het team dat 16de eindigde, Sporting West Ingelmunster-Harelbeke, speelde een eindronde met een aantal derdeklassers en ging daar van start in de tweede ronde van die eindronde.
De officiële benamingen van deze competitie luidden achtereenvolgens Bevordering (van 1909 tot 1926), Eerste Afdeling (van 1926 tot 1952), Tweede Klasse (van 1952 tot 2016). 
In 2016 werd de Tweede Klasse opgeheven en vervangen door Eerste klasse B en Eerste klasse Amateurs.
Nationaal voetbal · Regionaal voetbal · Provinciaal voetbal · KBVB · Nationaal voetbalelftal · Nationaal dameselftal
Belgisch nationaal voetbal
Eerste klasse A · Eerste klasse B · Eerste nationale · Beker van België · Belgische Supercup
Super League · Eerste klasse (vrouwen) · Tweede klasse (vrouwen) · Beker van België (vrouwen) · Belgische Supercup (vrouwen)